# Viby landskommun, Närke
För landskommunen med detta namn i Östergötland, se Viby landskommun, Östergötland.
Viby landskommun var en tidigare kommun i Örebro län.

## Administrativ historik
Kommunen inrättades i Viby socken i Grimstens härad i Närke när 1862 års kommunalförordningar trädde i kraft.
Vid kommunreformen 1952 gick den tidigare landskommunen Tångeråsa upp i Viby.
I kommunen inrättades 20 april 1945 Vretstorps municipalsamhälle som upplöstes 31 december 1955. Den 17 december 1943 inrättades  Östansjö municipalsamhälle som också upplöstes 31 december 1955
1965 gick Viby landskommun upp i Hallsbergs köping, där den ursprungliga landskommunen kvarstod och uppgick 1971 i Hallsbergs kommun medan Tångeråsa församling överfördes till Lekebergs landskommun 1967.
Kommunkoden 1952-1965 var 1811.

### Kyrklig tillhörighet
I kyrkligt hänseende tillhörde kommunen Viby församling. Den 1 januari 1952 tillkom Tångeråsa församling.

## Geografi
Viby landskommun omfattade den 1 januari 1952 en areal av 205,25 km², varav 200,11 km² land. Efter nymätningar och arealberäkningar färdiga den 1 januari 1960 omfattade landskommunen den 1 november 1960 en areal av 203,82 km², varav 200,02 km² land.

### Tätorter i kommunen 1960
| Tätort    | Folkmängd |
| --------- | --------- |
| Vretstorp | 997       |
| Östansjö  | 758       |

Tätortsgraden i kommunen var den 1 november 1960 46,0 procent.

## Politik

### Mandatfördelning i valen 1938-1962
| 16 | 3 | 5 |  |

| 25 |

| 15 | 2 | 6 | 2 |

| 25 |

|  | 12 | 5 | 6 |  |

| 24 |

| 19 | 5 | 9 | 2 |

| 32 |

| 18 | 5 | 9 | 3 |

| 33 |

| 17 | 7 | 7 | 4 |

| 34 |

| 18 | 8 | 7 | 2 |

| 32 |